# Königreich Lindsey

The kingdom of Lindsey

Lindsey oder Linnuis (altenglisch: Lindesege) war eines der angelsächsischen Königreiche in der frühmittelalterlichen Zeit der Heptarchie. Es lag zwischen dem Fluss Humber und dem Gezeitenbecken The Wash an der Ostküste Englands. Seine Grenzen wurden durch die Flüsse Witham und Trent gebildet. Es gibt kaum zeitgenössische, schriftliche Zeugnisse. Im Tribal Hidage wurde die Größe Lindseys mit 7.000 Hides angegeben, was der Fläche der Königreiche Essex oder Hwicce entsprach.

## Geschichte
Das Königreich Lindsey bestand vom 5. bis ins 8. Jahrhundert. Die Königsdynastie scheint sich bereits in einer sehr frühen Phase der angelsächsischen Besiedlung etabliert zu haben. Vermutlich war Lincoln, das römische Lindum, die Hauptstadt des Königreichs, wonach sich die dort siedelnden Angelsachsen auch Lindisfaras nannten. In Wyham befand sich das zentrale Heiligtum der Lindisfarae. Das Königreich kam abwechselnd unter den Einfluss der Königreiche Northumbria und Mercia. Die Könige von Lindsey spielten politisch keine eigenständige Rolle.
Der Missionar Paulinus wirkte in den 620er Jahren in Lindsey, als es unter der Vorherrschaft Edwins von Northumbria stand, und errichtete in Lincoln eine Kirche. In der Mitte des 7. Jahrhunderts wurde Lindsey durch Penda von Mercia dominiert. 674 besiegte Ecgfrith von Northumbria König Wulfhere von Mercia und nahm von diesem Lindsey in Besitz. Theodor von Tarsus, der Erzbischof von Canterbury, erhob Lindsey 677 zu einem eigenständigen Bistum und Eadhæd wurde der erste Bischof. Im Jahr 679 kam es am Trent zu einer weiteren Schlacht zwischen Ecgfrith und Æthelred von Mercia. Im Anschluss an die Schlacht vermittelte Theodor von Tarsus, der Erzbischof von Canterbury, einen Frieden, wonach Lindsey an Mercia fiel. Überregionale Bedeutung hatte das Kloster Beardeneu (Bardney Abbey) in dem Oswald von Northumbria und Æthelred von Mercia beigesetzt wurden.

Karte Englands um 600

Im späten 8. Jahrhundert verschmolz Offa von Mercien Lindsey mit Mercien. Im Jahr 829 eroberte Egbert von Wessex Mercia und dessen abhängige Gebiete. Letzte Spuren der Individualität Lindseys verschwanden im 9. Jahrhundert mit der Invasion dänischer Wikinger. Aus dem Gebiet entwickelte sich die traditionelle Grafschaft Lincolnshire, dessen nördlicher Teil Lindsey genannt wird.

## Liste der Herrscher
König Offa von Mercien fertigte in den letzten Jahren seiner Regentschaft eine Liste der Herrscher Lindseys an, die in der Anglian collection erhalten blieb:
- Geot
- Godulf
- Finn
- Frithulf
- Frealaf
- Woden
- Winta (um 460?)
- Cretta (um 580?)
- Cueldgils (um 600?)
- Cædbæd (vor 575?)
- Bubba (um 625)
- Beda (auch Bedeca) (7. Jh.)
- Biscop (7. Jh.)
- Eanferth (Eanfrith) (um 725)
- Eatta (um 750)
- Ealdfrith (Aldfrith) (bis 796).[11]

Die Liste weist sicherlich ein sehr hohes Alter auf und scheint ab Winta historische Herrscher wiederzugeben. Die angegebenen Regierungszeiten stellen jedoch nur grobe Schätzungen dar. Nur Ealdfrith kann zeitlich näher bestimmt werden: Eine, wenn auch umstrittene, angelsächsische Urkunde erwähnt Ealdfrith in der Zeit zwischen 787 und 796.